# 1801BMx
1801ВМx — серия советских 16-разрядных однокристальных микропроцессоров.
Первоначально разрабатывалась как однокристальная ЭВМ (микроконтроллер) 1801ВЕ1 (с собственной архитектурой «Электроника НЦ»), который в свою очередь был развитием микропроцессорного комплекта серии К587 с добавленной на кристалле периферией (ОЗУ/ПЗУ/таймер). Позднее по требованию Министерства электронной промышленности «в целях унификации» от этой архитектуры отказались в пользу архитектуры PDP-11.
Прямого зарубежного аналога нет. Наиболее близкий аналог — однокристальный процессор DEC T-11, но полной совместимости нет (у T-11 имеется прямой клон К1807ВМ1). Другой близкий аналог — LSI-11/03 (Электроника-60), но в отличие от неё, процессоры К1801 имеют однокристальное исполнение.
Процессоры производились на заводах «Ангстрем», г. Зеленоград и «Экситон», г. Павловский Посад. Позднее, для выпуска полной номенклатуры комплектующих УКНЦ было освоено производство КМ1801ВМ2 на Солнечногорском электромеханическом заводе (СЭМЗ) в г. Солнечногорске.

## Микросхемы серии

### К1801ВМ1

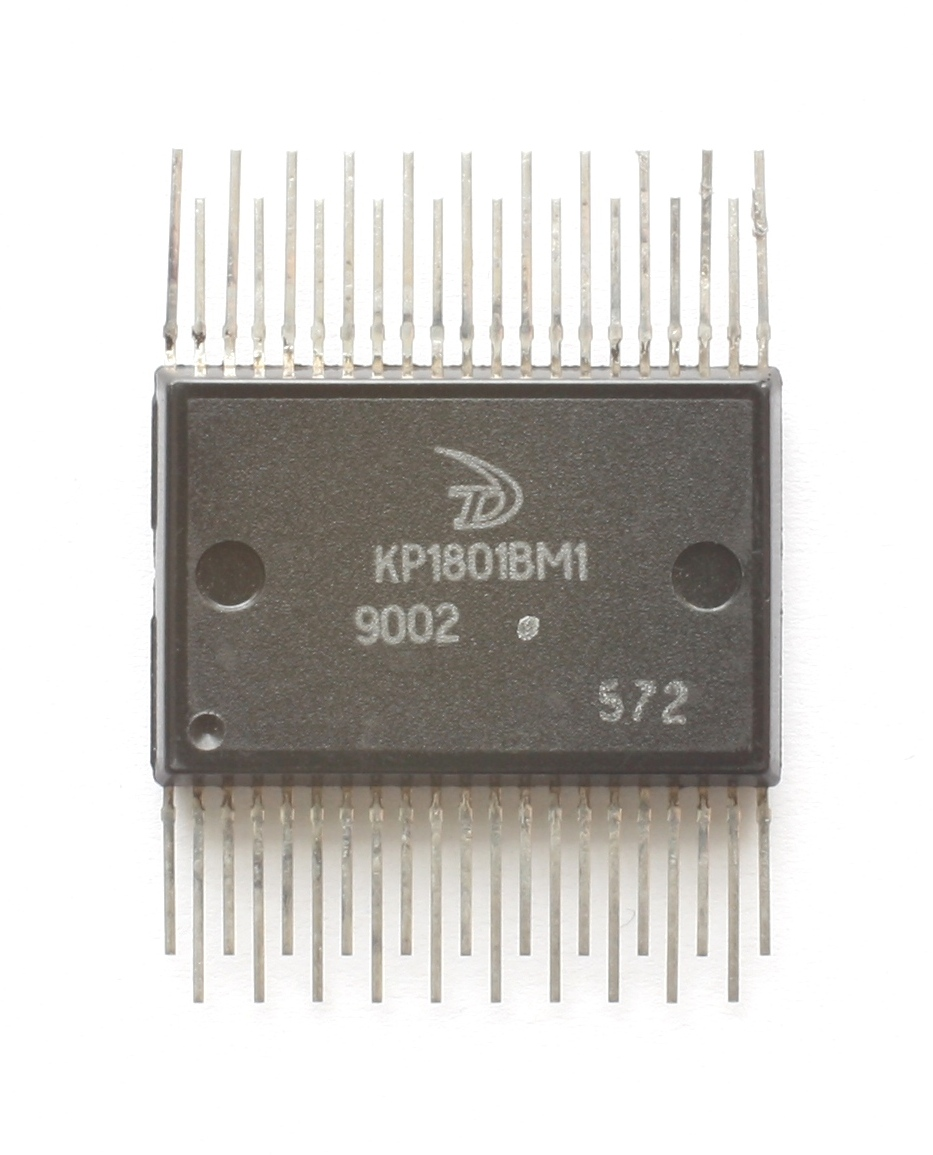
К1801ВМ1 в планарном пластиковом корпусе

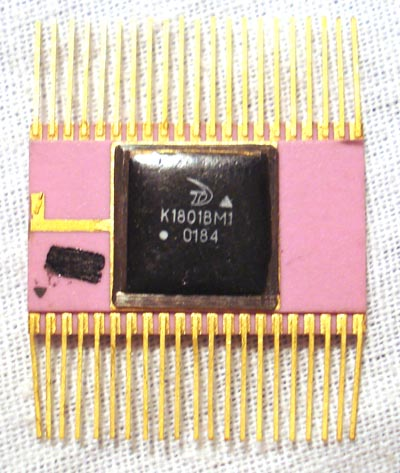
К1801ВМ1 в планарном керамическом корпусе

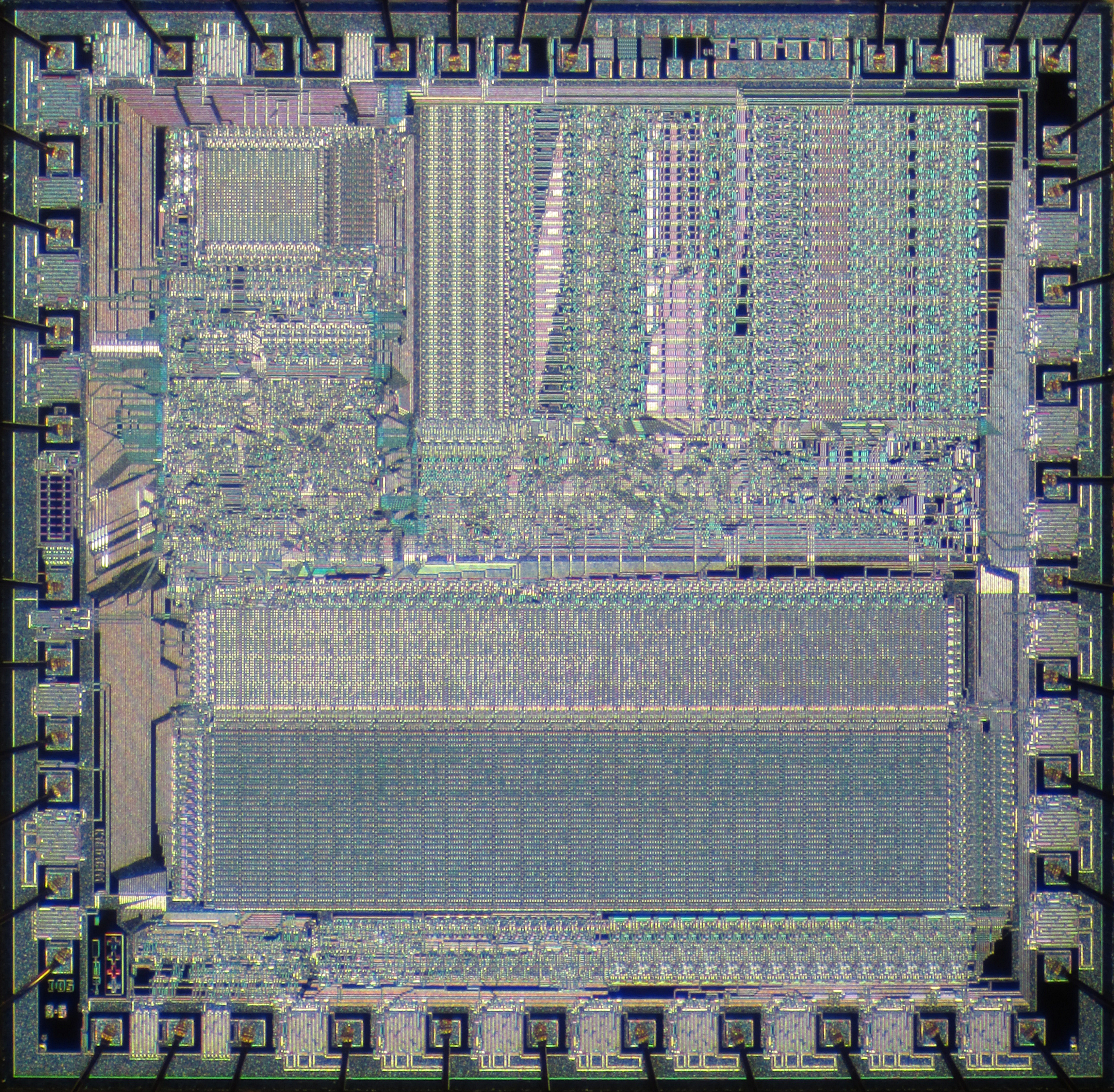

- Количество команд — 64, базовый набор PDP-11 и некоторые команды расширенного набора EIS: XOR, SOB (дополнительно MUL для 1801ВМ1Г). Также имеется две дополнительные команды для организации пультового режима: START (0000128) и STEP (0000168).
- Восемь 16-разрядных регистров общего назначения (обозначаются R0 … R7)
- Выполнен по n-канальной МДП технологии
- Кристалл размером 5 × 5 мм содержит около 50 тыс. интегральных элементов (согласно документации производителя)
- Системная магистраль: типа МПИ, с совмещённой шиной передачи адреса и данных
- Тактовая частота: 100 кГц — 5 МГц
- Быстродействие: до 500 тыс. оп/с — для операций типа сложения над регистрами
- Напряжение питания +5В
- Потребляемая мощность: до 1,2 Вт
- Корпус 42-выводный, планарный, металлокерамический типа 429.42-5 или пластиковый для исполнения КР1801ВМ1

Микропроцессор имеет некоторые рудименты микроЭВМ К1801ВЕ1, в частности, программируемый таймер (177706-1777128) и регистры межпроцессорной связи (177700-1777048). Внутренний таймер может тактироваться также внешним источником частоты на выводе 6.
Микропроцессор поддерживает работу в многопроцессорной (до 4-х процессоров) конфигурации. Номер процессора задаётся входами PA0 и PA1 (выводы 27 и 26).
При производстве, после тестирования процессор маркировался:
- А (либо одна точка) — частота до 5 Мгц, 16632 транзистора[10]
- Б — частота до 4 Мгц
- В — частота до 3 Мгц

Литерой Г (или две точки) маркировалась специальная версия процессора с поддержкой операции умножения MUL для БПФ-применений: частота до 5 Мгц, 16646 транзисторов, отличается микрокодом в ПЛМ.

### К1801ВМ2

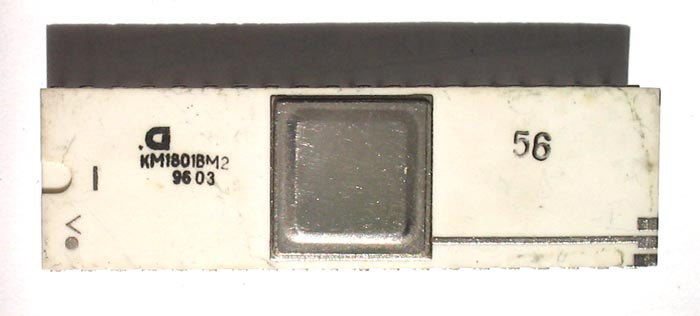
КМ1801ВМ2 производства СЭМЗ

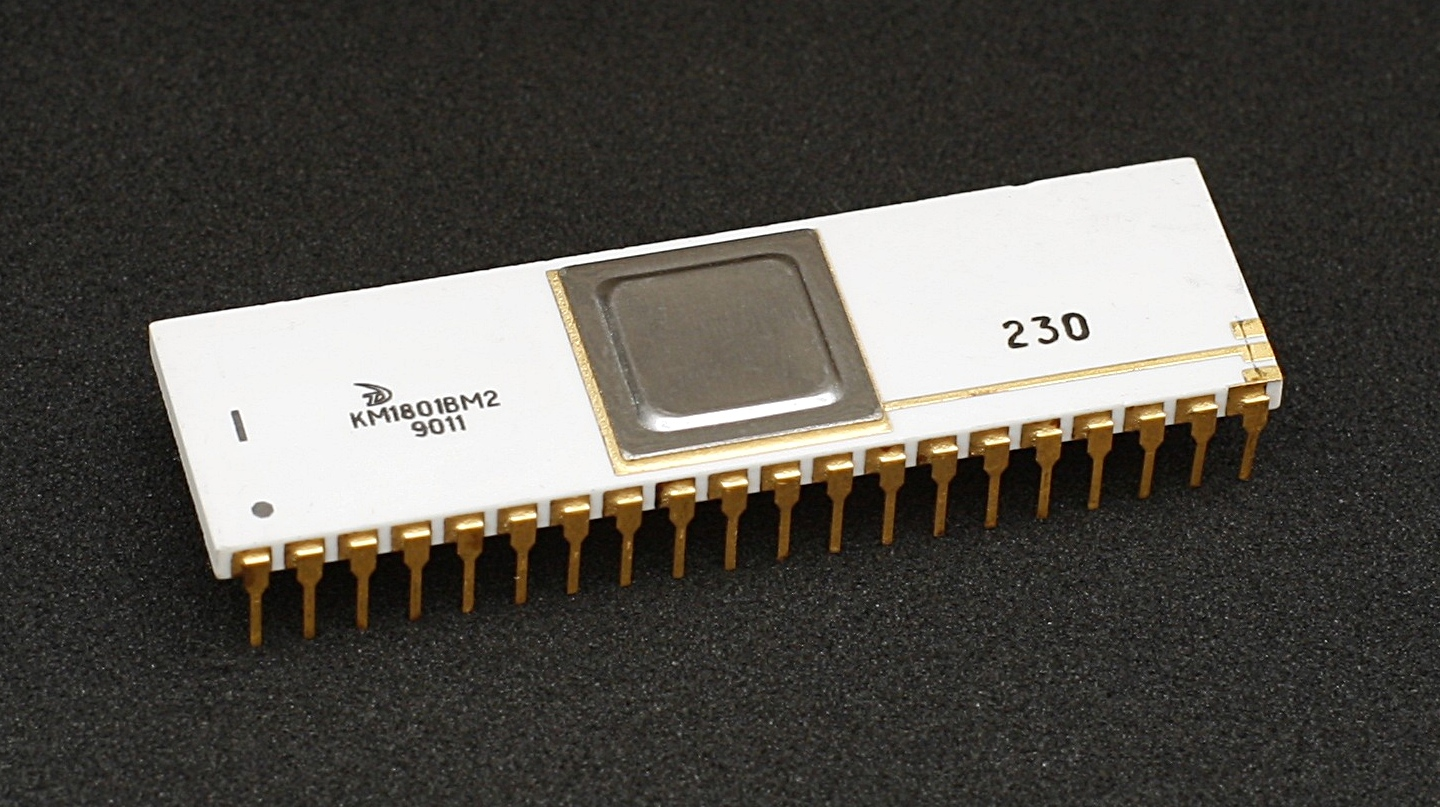
КМ1801ВМ2

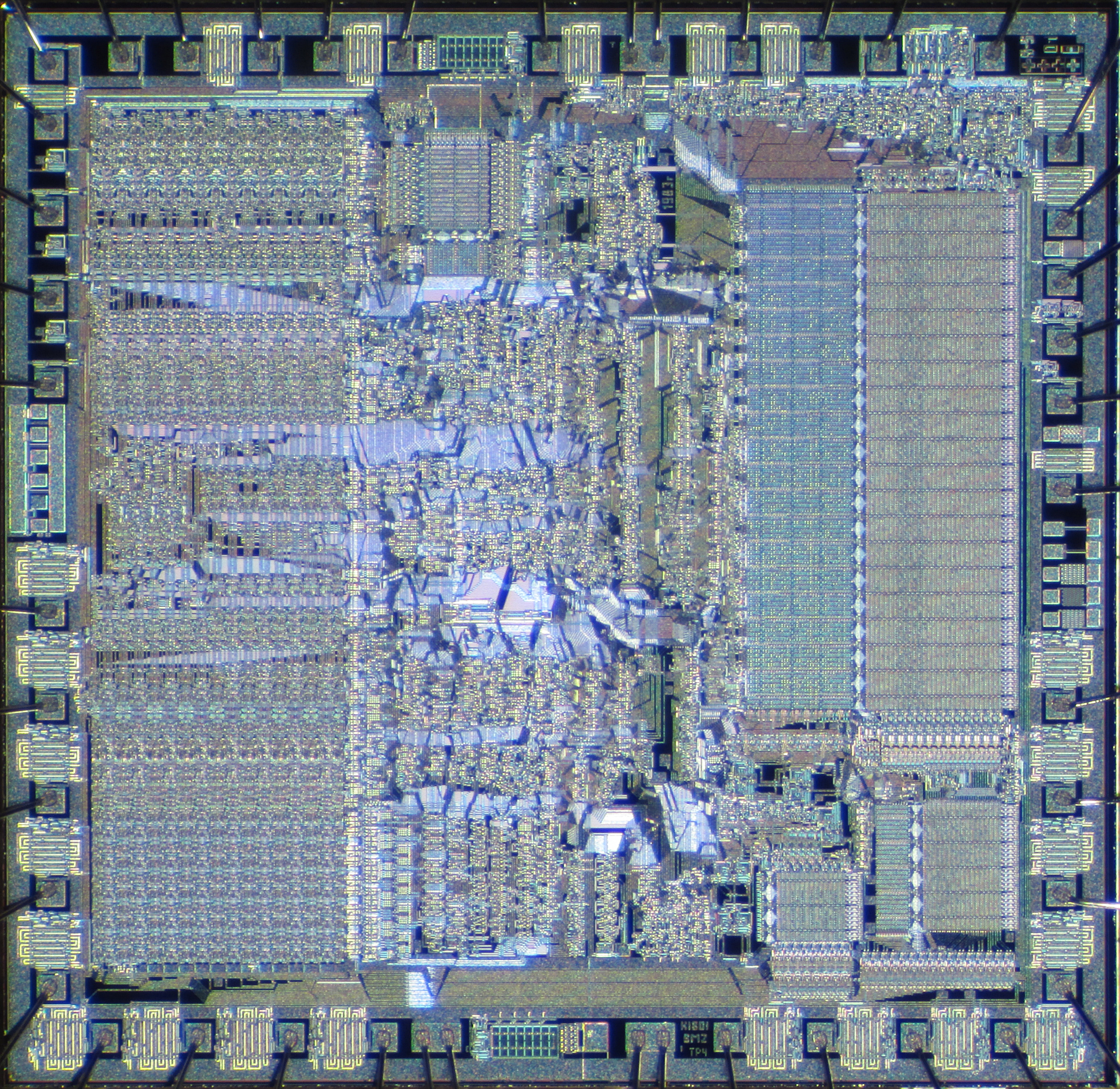
КМ1801ВМ2

Разработан в 1982 году в НИИТТ, выпускался на заводах Ангстрем и СЭМЗ. Главный конструктор — В.Л. Дшхунян, ведущий разработчик — В. Р. Науменков.
- Количество команд: 72
- Выполнен по n-канальной МОП-технологии
- Кристалл размером 5,3 × 5,45 мм, содержит около 18,5 тыс. транзисторов[13] (120 тысяч элементов, согласно документации производителя)
- Тактовая частота: до 10 МГц
- Быстродействие на частоте 10 МГц: около 1000 тыс. оп/с — для операций типа сложения над регистрами, 100 тыс. оп/с — для операции умножения, около 83,3 тыс. оп/с — для операции деления
- Напряжение питания: +5В
- Потребляемая мощность: до 1,7 Вт
- Корпус: 40-выводный, металлокерамический типа 2123.40-6 (CERDIP) для КМ1801ВМ2 или пластиковый (PDIP) для КР1801ВМ2

В отличие от К1801ВМ1, ВМ2 имеет полноценный «пультовый» режим (HALT-режим). В пультовом режиме при формировании адреса на магистрали устанавливается сигнал SEL, что позволяет использовать в этом режиме отдельное адресное пространство — таким образом, общее доступное процессору поле памяти увеличивалось до 128 КБ. На ДВК в пультовом режиме включалось специальное «теневое» системное ПЗУ, содержащее монитор и подпрограммы загрузки с внешних устройств. При переходе в пользовательский режим работы оно отключалось.
По сравнению с К1801ВМ1, добавлены команды расширенной арифметики (MUL, DIV, ASH, ASHC — часть набора инструкций EIS), а также операции с плавающей запятой (FIS-команды). Команды FIS (FADD, FSUB, FMUL, FDIV) реализованы полупрограммно — при выполнении этих команд происходит особый вид прерывания и исполняется программный обработчик в памяти пультового режима.
Сокращена поддержка многопроцессорной конфигурации.

### КМ1801ВМ3

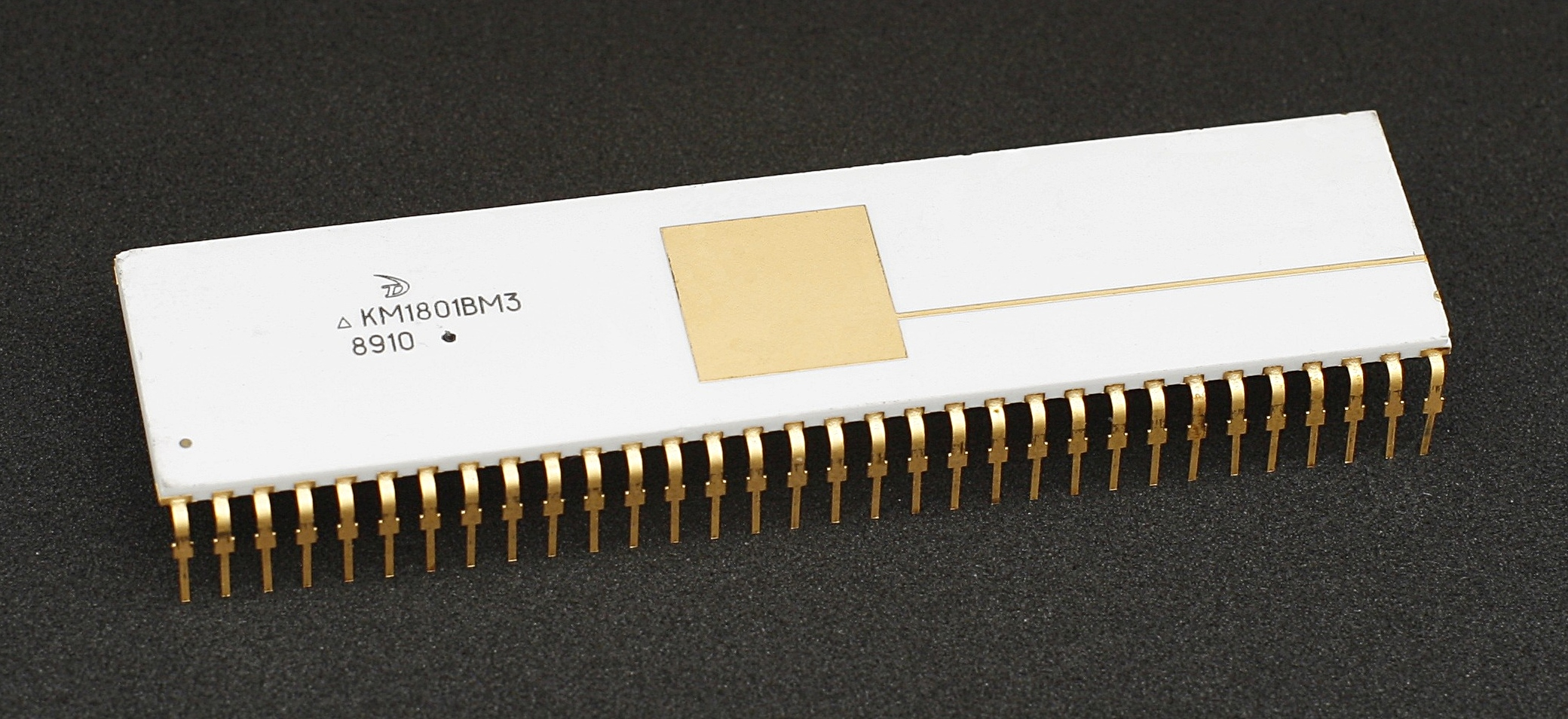
КМ1801ВМ3

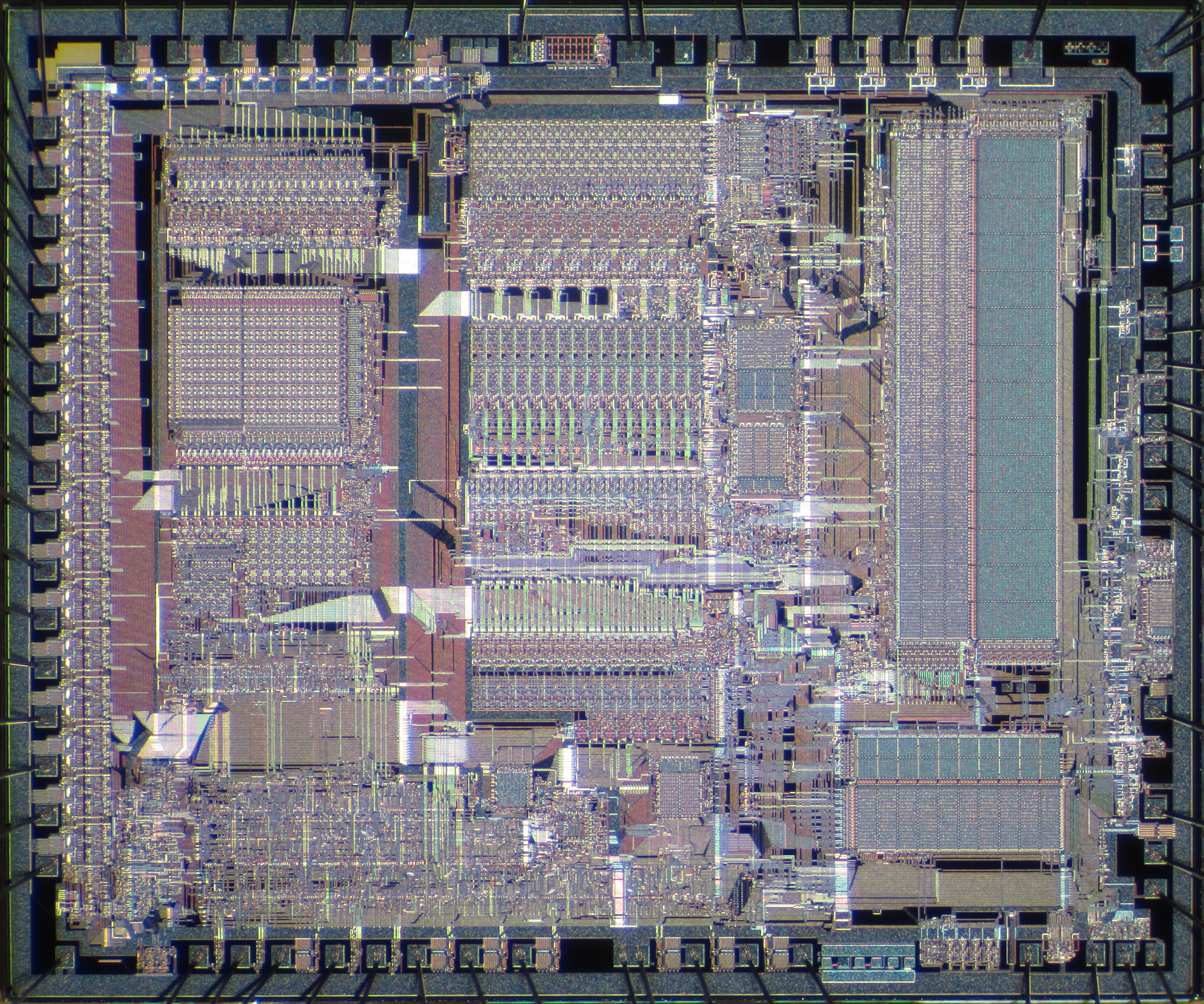

Отличается бо́льшим объёмом адресуемой памяти (до 4 МБ), более высоким быстродействием (сложение регистр/регистр — 1,5 млн оп/с, умножение — 100 тыс. оп/с, деление — 50 тыс. оп/с), а также возможностью подключения сопроцессора арифметики с плавающей запятой. Менеджер памяти не полностью совместим с аналогом от DEC. В случае использования лишь 18-разрядной адресной шины (до 256 кБ) совместимость диспетчера памяти была достаточна для использования программного обеспечения без переделок, но при использовании полной, 22-разрядной адресной шины (4 МБ) требовалась адаптация программного кода.
Число команд — 72, при подключении сопроцессора — дополнительно 46 команд с плавающей запятой. Система команд расширена средствами работы с диспетчером памяти: MFPD, MFPI, MTPD, MTPI.
Имеется один набор из шести регистров общего назначения R0—R5, два регистра-указателя стека R6 (режима пользователя и режима системы) и регистр счётчика команд PC (R7). Ещё один дополнительный регистр стека R6 используется в режиме останова. Регистр состояния PSW процессора также доступен программно по адресу 17777776.
- Выполнен по n-канальной МДП технологии
- Кристалл содержит около 200 тыс. интегральных элементов, около 28900 транзисторов[17], размер 6,65 × 8 мм.
- Тактовые частоты: 6, 5, 4 МГц (А,Б,В)
- Корпус 2136.64-2 (64-пиновый CERDIP)

В настоящее время[когда?], завод Ангстрем выпускает его КМОП-версию под обозначением 1806ВМ3У с тактовой частотой 8 МГц, и 1806ВМ5У с тактовой частотой 16 МГц. Корпус — металлокерамический Н18.64-1В. Оба современных аналога аппаратно совместимы со своим предшественником.

### КА1801ВМ4, КН1801ВМ4

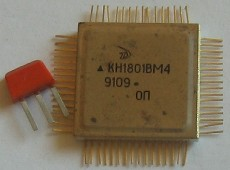

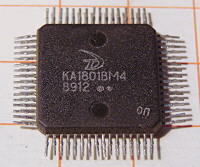
Сопроцессор КА1801ВМ4

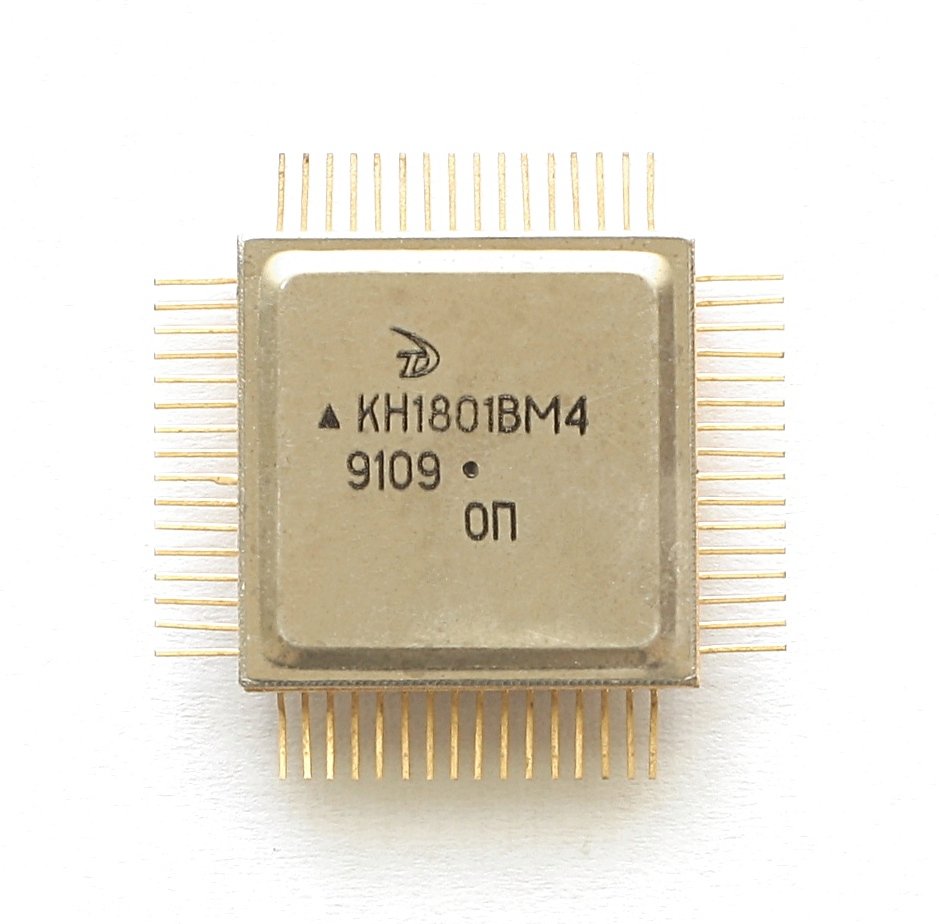
КН1801ВМ4 Опытный образец.

Математические сопроцессоры для КМ1801ВМ3 и КН1801ВМ3. 32/64 разряда, первоначально 6 МГц, после 1991 года — до 8 МГц. Полностью советская разработка. Повышает производительность при работе с числами с плавающей точкой почти на два порядка. В настоящее время[когда?] заводом Ангстрем выпускается его КМОП-версия под обозначением 1806ВМ4У с тактовой частотой 16 МГц, предназначенная для совместной работы с процессорами 1806ВМ3У или 1806ВМ5У соответственно. Корпус — такой же как и у КН1801ВМ4 (Н18.64-1В).
- Выполнен по n-канальной МДП технологии, норма проектирования — 3 мкм, 1 слой металлизации.
- Кристалл содержит 52 тыс. транзисторов[18], размер 6,65 × 8.4 мм.
- Тактовая частота 8, 6, 4 МГц (А,Б,В)
- Напряжение питания +5В
- Потребляемая мощность: до 2 Вт
- Корпус Н18.64-1В (у КН1801ВМ4)
- Число команд — 46, исполняет все инструкции DEC PDP-11 FP11 кроме LDUB, LDSC, STA0, STB0 и STQ0.
- время выполнения операций[18]:
  - сложение чисел с двойной точностью 10 мкс
  - умножение чисел с двойной точностью 11 мкс

### 1806ВМ2, Н1806ВМ2

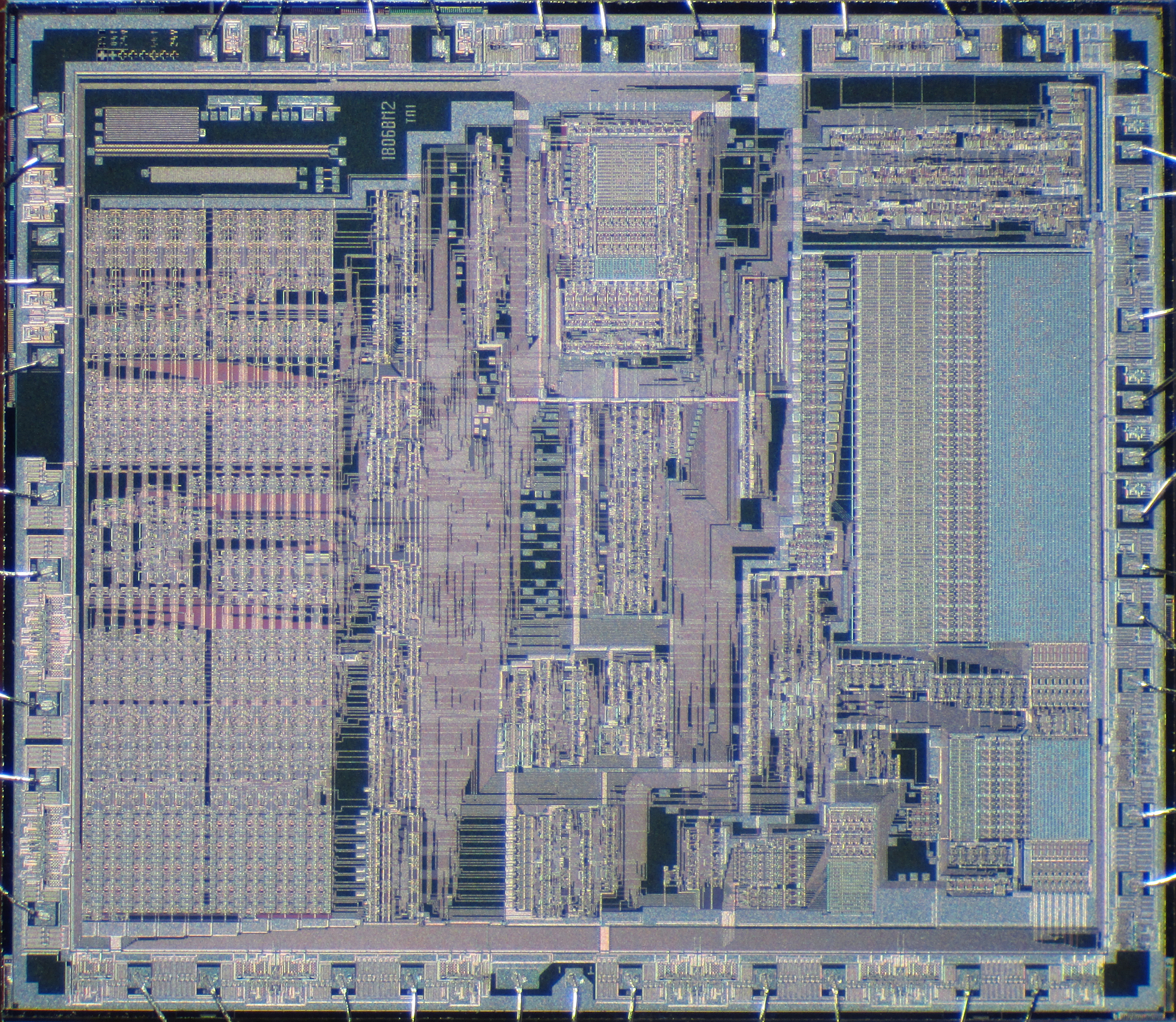
Н1806ВМ2

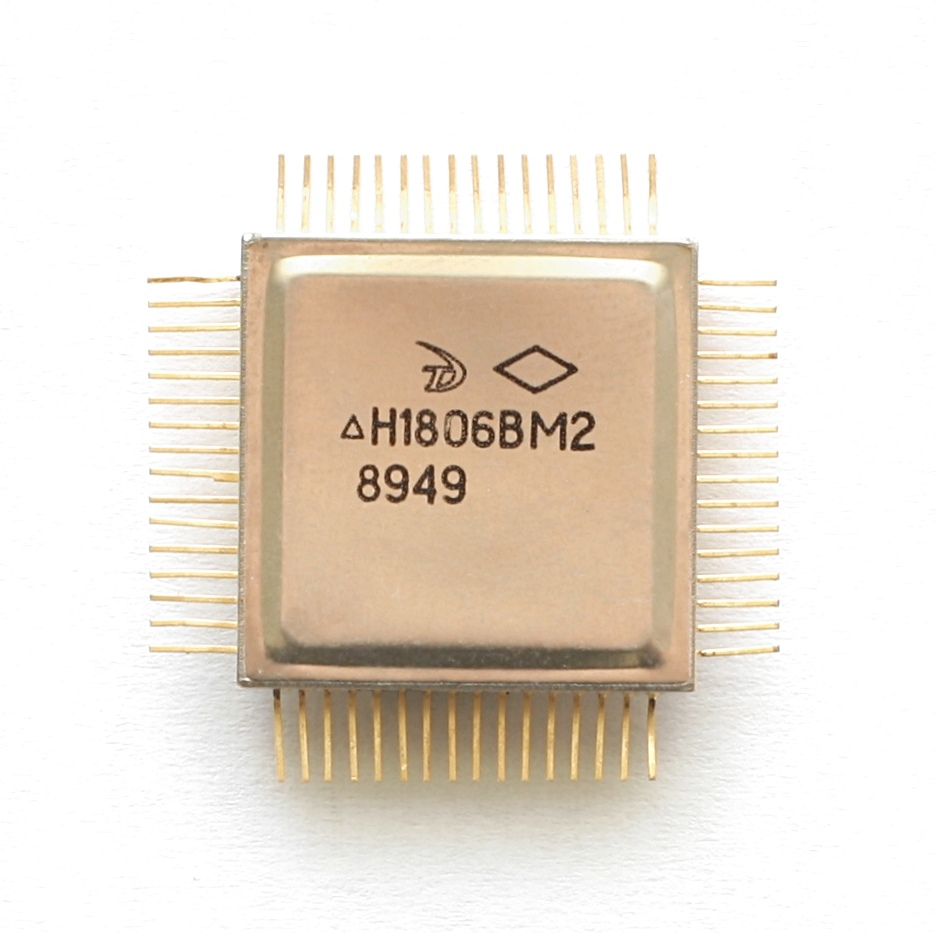
Н1806ВМ2

Этот микропроцессор функционально соответствуют К1801ВМ2, но выполнен по КМОП технологии.
- Система команд по ОСТ 11 305.909-82
- Число команд — 77
- Тактовая частота — 0 — 5,0 МГц
- Напряжение питания — 4,5 — 5,5 В

1806ВМ2 поставлялся в 42-выводном керамическом корпусе с планарными выводами 4138.42-10.01, Н1806ВМ2 в 64-выводном керамическом кристаллоносителе Н18.64-1В (CQFP).

### Т36ВМ1-2 (КА1013ВМ1)
Использовался в микрокалькуляторе Электроника МК-85 и МК-87. Содержит 165000 элементов. Разработан на основе ядра 1806ВМ2 и ячеек БМК 1515ХМ1, на которых реализованы контроллеры: клавиатуры, последовательного интерфейса, параллельного интерфейса, памяти, программируемого тактового генератора, дежурной схемы управления питанием (приостанова процессора во время ожидания нажатия клавиши). По системе команд соответствует 1806ВМ2.

### КР1801ВП1

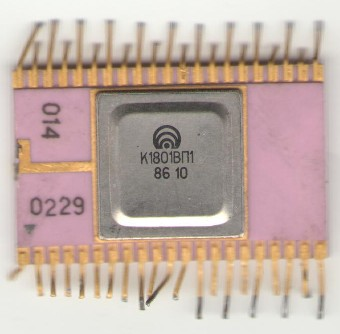
К1801ВП1-014 в планарном керамическом корпусе производства завода «Экситон»

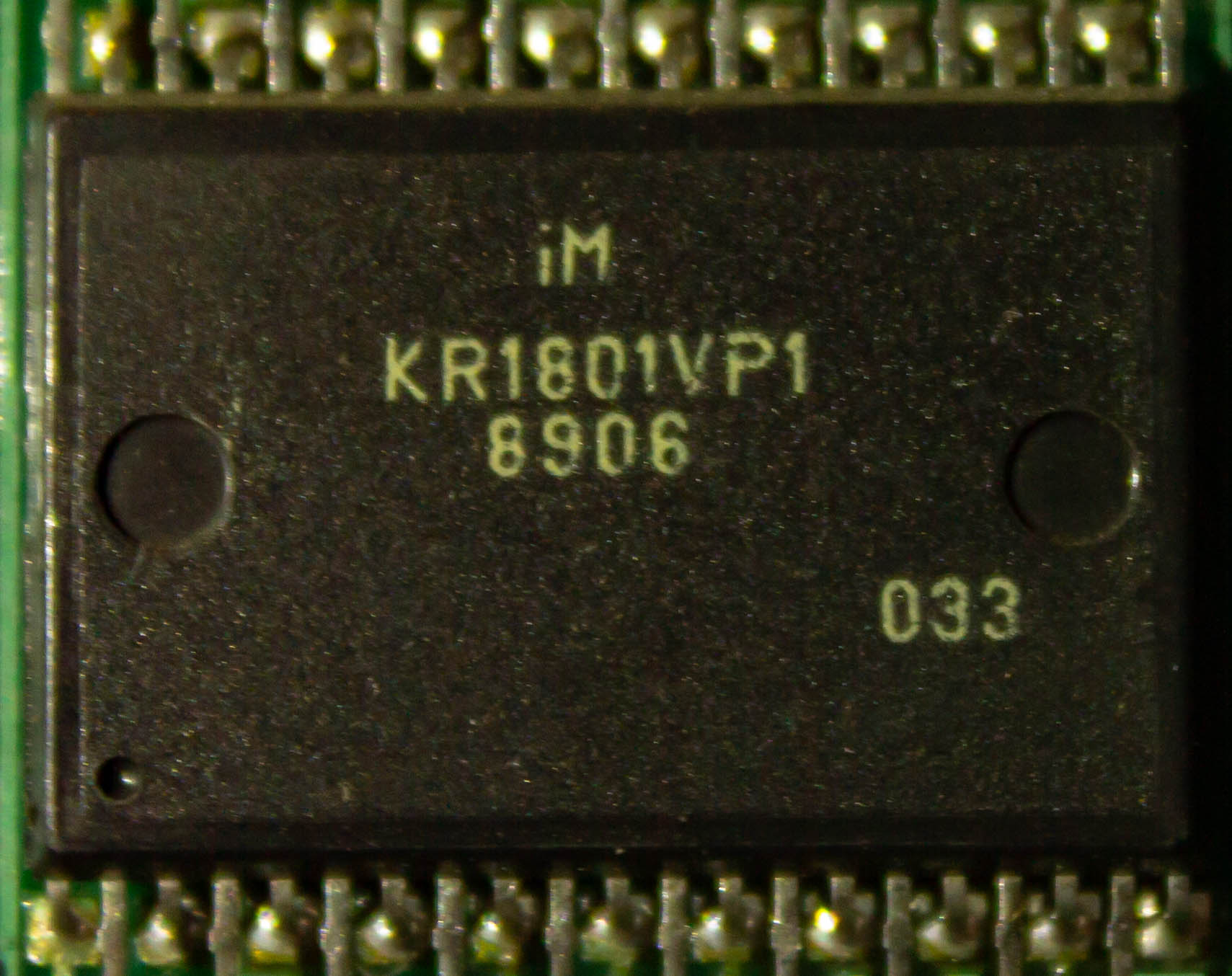
К1801ВП1-033 в пластмассовом корпусе производства венгерской фирмы «InterMOS»

Микросхема КР1801ВП1 представляет собой базовый матричный кристалл (БМК) на основе которого можно было выпускать разнообразные цифровые устройства. Микросхема содержит примерно 5000 транзисторов (около 600 вентилей). Технологические нормы — 3 микрона по n-МДП технологии, размер кристалла 4,2 × 4,2 мм. Последний слой выполнялся по спецификации заказчика и обозначался цифровым индексом после наименования: КР1801ВП1-(номер прошивки). Выпускались на заводах «Ангстрем» и позднее (для компьютера БК) на заводе «Экситон», а также в Венгрии (ВНР) на предприятии «Intermos».
- К1801ВП1-001 Формирователь входных сигналов
- К1801ВП1-002 Схема обработки сигналов
- К1801ВП1-003 Схема обработки сигналов
- К1801ВП1-004 Узел управления
- К1801ВП1-005 Схема обработки сигналов
- К1801ВП1-006 Схема обработки сигналов
- К1801ВП1-007 Схема управления с двумя счётчиками и делителями частоты
- К1801ВП1-008 Схема управления
- К1801ВП1-009 Схема управления ВКО с четырьмя счётчиками
- К1801ВП1-010 Схема обработки сигналов
- К1801ВП1-011 Три независимых схемы управления
- К1801ВП1-012 Схема обработки сигналов
- К1801ВП1-013 Контроллер динамического ОЗУ 64К[20] на микросхемах 565РУ6 (565РУ3) или 565РУ5 с поддержкой пультового режима для 1801ВМ2 (системная память по адресам 0160000..0177777, сигнал выбора системного ПЗУ 0140000..0157777)
- К1801ВП1-014 Контроллер клавиатуры БК[21]
- К1801ВП1-015 Устройство связи с фотоимпульсными датчиками положения
- К1801ВП1-016 Устройство хранения и передачи управляющих сигналов на электроавтоматику оборудования
- К1801ВП1-025 Блок контроля
- К1801ВП1-026 Двунаправленный приёмопередатчик на 16 каналов
- К1801ВП1-027 Устройство приёма из магистрали команд и организации совместно с 1801ВП1-032 циклов работы с ЦМД ЗУ
- К1801ВП1-028 Схема коррекции ошибок по коду Хэмминга
- К1801ВП1-030 Контроллер динамического ОЗУ 64К на микросхемах 565РУ6 или 565РУ3 с поддержкой пультового режима для 1801ВМ1 (системная память по адресам 0177600..0177677, сигнал выбора системного ПЗУ 0160000..0173777, реализация битов 02 и 03 системного регистра SEL1 (0177716) процессора)[22][23]
- К1801ВП1-031 Контроллер прерываний
- К1801ВП1-032 Устройство распределения импульсов и формирования временной диаграммы ЦМД ЗУ
- К1801ВП1-033 Многофункциональный контроллер внешних устройств[24]
- К1801ВП1-034 Многофункциональный контроллер внешних устройств (генератор вектора прерывания, буферный регистр, коммутатор шин)[25]
- К1801ВП1-035 Последовательный интерфейс со скоростью до 19200 бод (Справочник том 2 «Микропроцессоры и микропроцессорные комплекты интегральных микросхем» Москва «РАДИО и СВЯЗЬ» 1988г)[26]
- К1801ВП1-036 Схема управления интерфейсом
- К1801ВП1-037 Контроллер бытового ТВ приёмника БК[27]
- К1801ВП1-038 Программируемый таймер
- К1801ВП1-039 Кодек с исправлением ошибок
- К1801ВП1-041 Контроллер НГМД
- К1801ВП1-054 Адаптер магистралей Q-BUS и U-BUS
- К1801ВП1-055 Двунаправленный буферный регистр для межшинного моста Q16↔Q16, развязка по ёмкостной нагрузке в КТЛК и компьютере УКНЦ
- К1801ВП1-057 Схема хранения и трансляции управляющих сигналов
- К1801ВП1-061 Преобразователь двоичного кода в интервал времени
- К1801ВП1-065 Последовательный интерфейс со скоростью до 115200 бод[28]
- К1801ВП1-069 Схема управления памятью
- К1801ВП1-095 Интерфейс контроллера НГМД
- К1801ВП1-096 Интерфейс контроллера НГМД
- К1801ВП1-097 Интерфейс НГМД (MY:)
- К1801ВП1-105 Схема коррелятора
- К1801ВП1-106 Схема коррелятора
- К1801ВП1-114 Схема канала связи УЧПУ
- К1801ВП1-116 Схема управления памятью
- К1801ВП1-119 Контроллер динамического ОЗУ (до 4Мб) для 1801ВМ3 (применялся в составе плат микроЭВМ типа МС1201.03 и МС1201.04[29][неавторитетный источник])
- К1801ВП1-120 Параллельный асинхронный порт межшинной связи (связь каналов ЦП и ПП в компьютере УКНЦ)
- К1801ВП1-124 Экспериментальная схема помехоустойчивого Фибоначчи-процессора для специальных применений[30]
- К1801ВП1-128 Контроллер НГМД типа «Электроника 6022» (тип записи — МФМ, применялся в контроллерах MY:, MZ: и некоторых для БК[31]; при дополнительной программной поддержке способен работать с дискетами формата IBM PC)

## Использование
На основе микропроцессоров данной серии были построены:
- Компьютеры семейства ДВК — Одноплатные микроЭВМ МС1201, МС1201.01, МС1201.02, МС1201.03, МС1201.04 (К1801ВМ1, КМ1801ВМ2, КМ1801ВМ3)
- БК-0010, БК-0011M — 1985 (КМ1801ВМ1А)
- Пишущая машинка «Ромашка» ПЭЛП-305-02 или ПЭЛП-У1-01 (КМ1801ВМ2)
- Союз-Неон ПК-11/16 (Н1806ВМ2)
- Микрокалькулятор Электроника МК-85
- Система ЧПУ «Электроника НЦ-31»
- Система ЧПУ «2М43»-(Одноплатные микроЭВМ, МС1201.02)
- Система ЧПУ «2С42-65»
- Электроника МС 0511 «УКНЦ» — 1987 (КМ1801ВМ2)
- Шахматный компьютер Электроника ИМ-01, ИМ-01Т (КР1801ВМ1)
- Шахматный компьютер Электроника ИМ-05 (КМ1801ВМ2)
- Кассовый аппарат ОКА-500 (К1801ВМ1)[32]
- Графопостроитель МС6501-01 (КМ1801ВМ2)
- Телефон с АОН Phone MASTER (Т36ВМ1) без сетевого питания зеленоградской фирмы «Телесистемы»[33] (1993 год — первая модель[34], 1995 год — вторая модель с новым двухстрочным ЖКИ с подсветкой[35]).
- Автоматизированное всеволновое радиоприёмное устройство (РПУ) «Бригантина»[36] (разработка ОНИИП 1986—1988 гг.[37]).
- ЦЭВМ для вертолётных гидроакустических станций Киевского НИИ гидроприборов (1801ВМ1Г)[38].
- БЦВК космического корабля «Буран»[39] (Н1806ВМ3, 1801ВМ4[40])